# Ходжейлийский район
Ходжейлийский район (каракалп. Xojeli rayonı / Хожели районы,узб. Xoʻjayli tumani / Хўжайли тумани) — административная единица в Каракалпакстане. Образован в 1927 году. Административный центр — город Ходжейли.

## История
5 февраля 1960 года к Ходжейлийскому району была присоединена часть территории упразднённого Шуманайского района.
9 августа 2017 года часть территории Ходжейлийского района была выделена в новообразованный Тахиаташский район.

## Административно-территориальное деление
По состоянию на 8 ноября 2017 года, в состав района входят:
- Город районного подчинения

1. Ходжейли.

- Городской посёлок

1. Водник.

- 7 сельских сходов граждан:

1. Амударья,
2. Жанажап,
3. Куляб,
4. Кумжиккин,
5. Мустакиллик,
6. Саманкуль,
7. Сарычункуль.

## Хокимы
- Каипов Дарьябай Жаксибаевич (до 30 сентября 2018 года),
- Ермашов Женгис Маратович (с 30 сентября 2018 года)[6][7].